# Betonjerka Sombor
Betonjerka d.o.o. Sombor je preduzeće u Somboru.

## Istorijat
Današnje preduzeće d.o.o Betonjerka koje je poslovalo u sastavu »Elektrovojvodina«, Novi Sad, osnovano je 1962. godine od strane radne organizacije »Elektrodistribucija« iz Sombora, koja je poslovala u sastavu »Elektrovojvodine« — Novi Sad, a sa namenom za proizvodnju betonskih stubova.
Za smeštaj ove radne organizacije iskorišćene su već, postojeće mašinske hale termoelektrane u Somboru, a uz izvesnu adaptaciju i rekonstrukciju prilagođene su današnjoj nameni.
Te prve godine poslovanja, realizacija je bila mala i kretala se u okvirima, 700—900 komada betonskih stubova za niski napon, od 0,4 kW i od 10 kW i bili su namenjeni potrebama »Elektrodistribucije« iz Sombora.
Iz godine u godinu, primetilo se da konjunktura ovih proizvoda raste, a shodno tome porudžbine od drugih radnih organizacija. Tim porudžbinama se nije moglo udovoljiti zbog zastarele tehnologije. Tek 1968. godine počinje se sa intenzivnijom proizvodnjom, tako da je u toj godini proizvedeno 4 730 komada ovih stubova. Naredne, 1969. godine, proizvedeno je 6 340, da bi se već u 1973. godini proizvelo 9 580, a u 1974. godini 8 500 komada armiranobetonskih stubova i vibracionih stubova sa zaparivanjem.
Godine 1974. završena je totalna rekonstrukcija »Betonjerke« i uvedena je nova tehnologija u proizvodnji betonskih stubova, tako da danas »Betonjerka« spada u red savremenijih organizacija u svojoj grani, jer je u proizvodnji primenjen visok stupanj mehanizacije. Ovaj način proizvodnje omogućuje bolji kvalitet stubova, a i povećanje proizvodnje.
U 1975. godini radilo se na izradi projekta montažno-demontažnih betonskih trafo-stanica jačine 10/20/0,4 kW i na izradi prototipa. Za proizvodnju koja će početi uskoro, koristiće se ista oprema koja se koristi u proizvodnji stubova (fabrika betona, danferi, zaparivači itd), dok se u 1976. godini ce početi proizvodnja betonskih kablovica. Kompletna proizvodnja je bila namenjena potrebama »Elektrovojvodine«.
Materijalna sredstva koja su utrošena u rekonstrukciju »Betonjerke« (30 miliona dinara) omogućila su da se maksimalno smanji učešće fizičke radne snage u proizvodnji, tako da 1975 godine od 41 zaposlenog radnika, »Betonjerka« ima 1 VKV, 6 KV, 22 PKV i 12 NKV, dok je režija veoma mala (4 službenika), a određene administrativne poslove obavljaju »Zajedničke službe«. Godine 1982. postaje RO “Betonjerka” u okviru SOUR-a “Elektroizgradnja” Novi Sad. Osnivanjem JP Elektrovojvodina Novi Sad, 1987. godine gasi se “Betonjerka” i počinje da posluje u okviru uprave preduzeca. Od 1995. godine do 2001. godine posluje kao RJ u okviru “Energotehnike-Južna Backa” Novi Sad. Počev od 2001.godine pa do osnivanja 2004. godine, kao posebnog preduzeća, “Betonjerka ” je poslovala u sastavu “Elektrodistribucje Sombor” kao sektor za proizvodnju i montažu prefabrikovanih betonskih elmenata. Na osnovu odluke Vlade Republike Srbije o osnivanju, od 19.09. 2003.godine “Betonjerka” Sombor, od 2004. godine posluje kao samostalno društvo sa ograničenom odgovornošću i ima svojstvo pravnog lica.
Na osnovu odluke o izmenama i dopunama Odluke o osnivanju preduzeća za proizvodnju i montažu prefabrikovanih betonskih elemenata “Betonjerka” d.o.o. Sombor koju je Vlada Republike Srbije donela na sednici od 29.12. 2005. godine, “Betonjerka” d.o.o. Sombor posluje pod poslovnim imenom: Privredno društvo za proizvodnju i montažu prefabrikovanih betonskih elemenata “Betonjerka” d.o.o. Sombor. U septembru 2007 preduzeće je privatizovano.

## Danas
Betonjerka je danas d.o.o. je privredno društvo za proizvodjnu i montažu prefabrikovanih betonskih elemenata. Najrasprostranjenijih vid izgradnje dalekovoda srednjih napona i niskonaponskih mreža je na betonskim stubovima.Prvi pojedinačni primeri izgradnje na betonskim stubovima bili su sa primitivnom tehnologijom, danas je rešavanje čitavih konzumnih područja (na naponskim nivoima 35,20,10 i 0,4 kV) sa vodovima na betonskim stubovima(proizvedenim putem najsavremenije tehnologije).
Firma je privatizovana u septembru 2007. godine za 290 miliona dinara,kupio je kontroverzni biznismen Slaviša Purić,međutim u decembru 2008 godine poništena je privatizacija. Akcijski fond Republike Srbije u svoj posed vratio je 75 odsto nekada vrlo uspešne firme, koji trenutno vrede nešto više od 90 miliona dinara. Država je preuzela upravljanje preduzećem. Lokalna samouprava, preduzeće i Trgovinski sud treba da imenuju zastupnika kapitala. Novoimenovani zastupnik kapitala je Ferenc Varga (DS) iz Bezdana.

## Proizvodni program
- •Montazno betonske stanice
- •Betonski stubovi i prateči elementi
- •Betonska galanterija

## Literatura
- "Ilustrovana poslovna lična karta Sombora", Interpregled Beograd 1975. godina

## Spoljašnje veze
- Betonjerka d.o.o. Sombor